# Robert James Miller

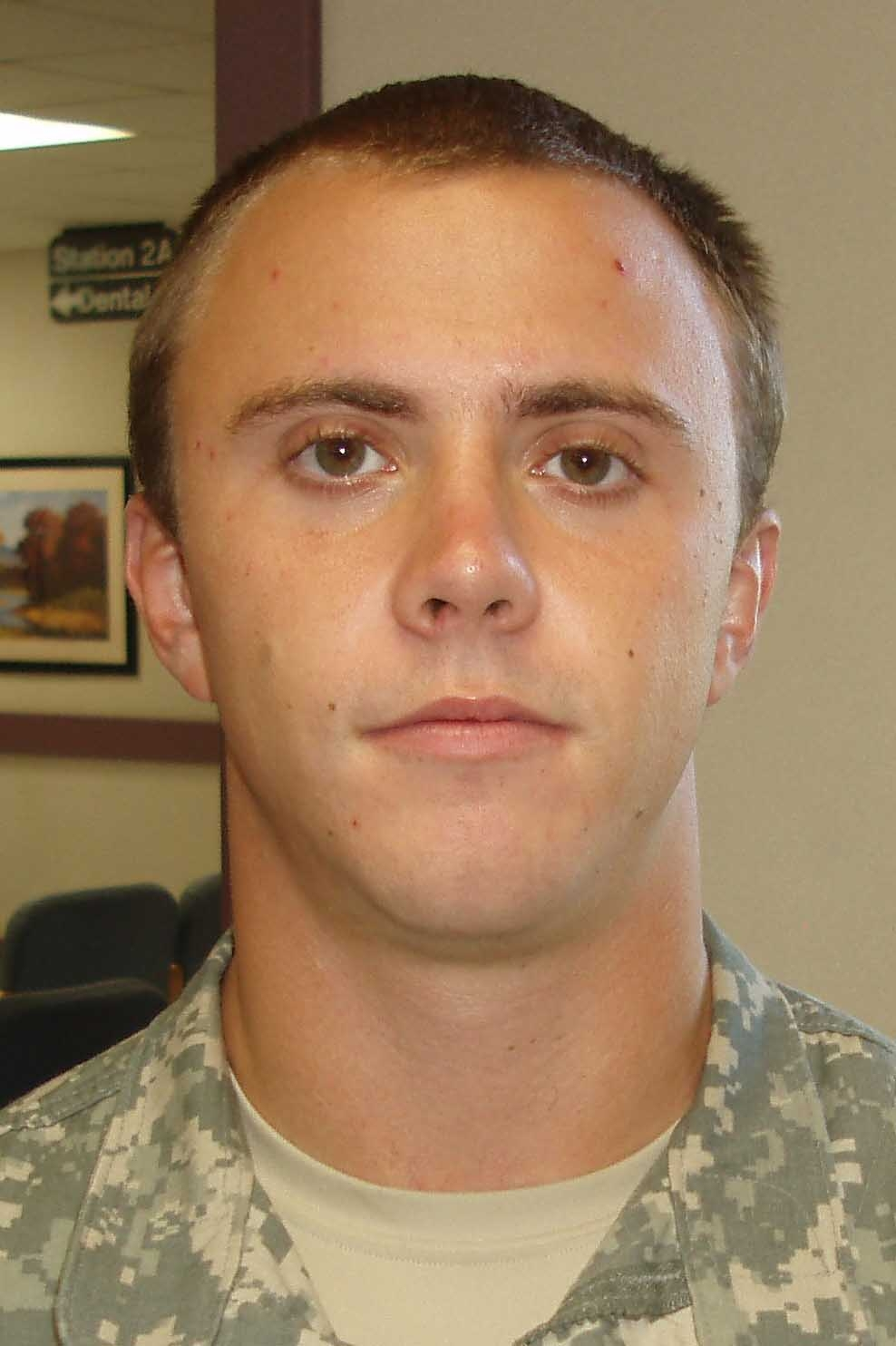
Robert James Miller

Robert James Miller (* 14. Oktober 1983 in Harrisburg, Pennsylvania, USA; † 25. Januar 2008 in Kunar, Afghanistan) war ein Staff Sergeant der United States Army, der bei einem Einsatz im Afghanistan-Krieg tödlich verwundet und postum mit der Medal of Honor, der höchsten Tapferkeitsauszeichnung der US-Streitkräfte, ausgezeichnet wurde.
Robert James Miller wurde in Harrisburg, Pennsylvania geboren, wuchs jedoch in Wheaton im Bundesstaat Illinois auf. Dort besuchte er die Wheaton North High School und macht 2002 seinen Abschluss. Nach einem Jahr am College trat Miller 2003 in die US-Army ein. Nach der Grundausbildung nahm Miller am Special Forces Qualification Course teil. Die Ausbildung in der Eliteeinheit Special Forces schloss er am 30. September 2005 ab und wurde der 3rd Special Forces Group (Airborne) in Fort Bragg, North Carolina zugeteilt.
Von August 2006 bis März 2007 war Miller das erste Mal in Afghanistan stationiert. Seine zweite Dienstzeit in Afghanistan begann im Oktober 2007. Miller fiel bei einem Gefecht mit den Taliban nahe der Grenze zu Pakistan am 25. Januar 2008. Aufgrund seiner Tapferkeit an diesem Tag wurde Miller postum mit der Medal of Honor ausgezeichnet.